# Igrejinha (escola de samba)
O GRÊMIO RECREATIVO ESCOLA DE SAMBA IGREJINHA é uma escola de samba da cidade de Campo Grande, em Mato Grosso do Sul.

## História
Fundada em 12 de maio de 1975 pelo grupo de amigos ferroviários: José Carlos Guedes, Walfrido de Almeida, Edgard de Almeida, Fábio Figueiredo e Sebastião Rogado, que ao se reunirem decidiram, com a união dos seus esforços, fundar o GRÊMIO RECREATIVO ESCOLA DE SAMBA IGREJINHA, com as cores: vermelha, branca, prateada e dourada.
Também denominado IGREJINHA, com sede na Avenida Aero Clube, 129 - Vila Sobrinho, Estado de Mato Grosso do Sul, é uma sociedade civil, sem fins econômicos, de utilidade pública municipal (decreto lei n° 2.737, de 06 de Julho de 1990), inspirada e fundamentada em princípios democráticos.
A IGREJINHA tem por finalidades:
* Difundir e incentivar a cultura brasileira no país e no exterior através de seus sambas, dos desfiles das escolas de samba e de seus shows e apresentações;
* Contribuir para a evolução sócio-cultural de sua comunidade através da promoção de atividades assistenciais, culturais, recreativas e esportivas, instrumentos de formação e criação de valores, de inclusão social e educacional, de responsabilidade social e ambiental e de promoção dos valores morais e éticos;
* Cooperar com o poder público e com as entidades representativas de classe às quais estiver filiado;
* Proporcionar a integração e a satisfação de seus componentes e simpatizantes;
* Zelar pela democracia e pelas liberdades essenciais, sem distinção social, política, de sexo, de raça, de cor, de nacionalidade ou de religião.
Ao longo dos anos, o GRÊMIO RECREATIVO ESCOLA DE SAMBA IGREJINHA vem colaborando com a história e a cultura sul mato-grossense, uma vez que procura, através de seus enredos, temas que abordem o desenvolvimento cultural, econômico e histórico de Mato Grosso do Sul.  A exemplo citamos: homenagem ao Doutor Ueze Elias Zahran, fundador do Grupo Zahran, empresário que muito contribuiu para o desenvolvimento sócio econômico e cultural de Mato Grosso do Sul; homenagem a Eva Maria de Jesus - Tia Eva, fundadora da comunidade quilombola “São Benedito”, que instituiu no calendário cultural de Campo Grande a festa de São Benedito; homenagem a EdsonCarlos Contar. Jornalista, turismólogo, pesquisador e escritor, produziu dezenas de obras que exaltam a cultura, as riquezas e os encantos naturais do Pantanal; homenagem ao grande poeta Manoel de Barros, considerado um dos maiores poetas brasileiros, agraciado com diversos prêmios literários; homenagem a Luis Pedro Scalise, arquiteto mundialmente conhecido. Pesquisador incansável, sempre antenado com o que há de mais atual e moderno na área.
A IGREJINHA e sua comunidade tem como conduta agir dentro dos princípios da cooperação, harmonia, amizade e companheirismo, visando sempre o engrandecimento do Grêmio, baseados no entrosamento de seus órgãos e membros, de modo a assegurar a todos os direitos e benefícios determinados no Estatuto
A Escola de Samba Igrejinha é detentora do maior número de títulos do carnaval campo-grandense que tem como maior motivação e compromisso, utilizar todo seu recurso para trazer momentos de alegria e diversão para seus frequentadores e realizar cada vez mais um grande espetáculo a ser apreciado pela nossa população, sempre procurando primar pela paz e segurança. Tem como conduta agir dentro dos princípios da cooperação, harmonia, amizade e companheirismo, visando sempre o engrandecimento do Grêmio, baseados no entrosamento de seus órgãos e membros, de modo a assegurar a todos os direitos e benefícios determinados no Estatuto.
24 vezes vencedora dos desfiles oficiais de Campo Grande, obteve grande parte destas conquistas no final dos aos 70  e na década de 1980, período de uma longa sequencia de vitórias.
A década de 1990 foi marcada pelo baixo investimento público no carnaval de rua da cidade, sendo que em vários anos não ocorreu o desfile. Nesse período a escola teve diversas vezes suas atividades paralisadas.
A partir de 2004 a escola retomou sua condição de destaque entre as agremiações de Campo Grande.
A eleição de uma nova diretoria em 2008 proporcionou a reestruturação da agremiação. No ano seguinte, o enredo da escola "Dos Pampas ao Pantanal o Futebol é motivo de Paixão" homenageou dois clubes do futebol brasileiro: o Comercial (time local) e o Internacional de Porto Alegre, que estava completando 100 anos. Ainda em 2008, passou a ser a primeira escola da cidade a possuir uma mestre de bateria do sexo feminino.
Em 2010, apresentou o enredo "14 de Julho, da Bastilha à Folia uma Revolução de Liberdade, Igualdade e Fraternidade", com a intenção de mostrar a seus componentes e ao público sul-matogrossense, a importância histórica da rua 14 de Julho, eixo central de desenvolvimento onde pessoas influentes se encontravam, decisões políticas eram tomadas e o comércio se transformava na principal fonte de economia da nova cidade. Saudosismo dos "bares da 14", onde tudo acontecia, na Rua 14 de Julho é que os jovens de outrora promoviam seus carnavais, os carnavais da época do }"Corso". É este foi o palco para os desfiles das escolas de Samba de Campo Grande durante muitos tempo, e palco de inúmeras vitórias da Igrejinha, uma agremiação do bairro São Francisco, caracteristicamente ferroviário. A proposta do enredo foi mostrar que Liberdade, Igualdade e Fraternidade é o lema destas duas revoluções e que no carnaval todos somos iguais, irmanados com um só objetivo, extravasar nossas angústias, medos e lamúrias em uma explosão de felicidade.
Em 2011, apresentou um enredo que retratava a história de aventureiros que através dos rios que cortam Coxim, em busca do ouro. Sem receber ajudar da Prefeitura de Coxim teve que organizar eventos  pra acarretar fundos para o desfile daquele ano.
Em 2012, apresenta o enredo "Ueze Elias Zahran de Sonho e Trabalho um Império se Fez", apresentando a trajetória de vida de Ueze Zahran, um empresário a frente de uma organização que cumpre o seu papel de ser brasileiro, que durante todos esses anos, com sua visão estratégica, antecipou as necessidades e reconheceu novas oportunidades de mercado, gerando uma significativa participação na economia nacional. Um tema enredo que tem como característica primordial enaltecer a história de um cidadão impelido pela pousadia e pelo sonho de fazer acontecer, cuja maior satisfação é manter a filosofia de oferecer produtos de qualidade e colaborar com o desenvolvimento tecnológico e geração de empregos em nosso pais. O desfile contou com a presença marcante do Sr. Ueze Zahran e membros da família que encerraram o grandiosos desfile com uma ala fechada para toda família.
Em 2013, a Escola de Samba não desfilou.
Em 2014, apresenta o enredo "Quando se iluminam as avenidas, o luxo, o brilho, e as cores desfilam na Genealidade de Valdir Gomes", homenageando Valdir Gomes, ex Presidente da Escola de Samba e figura ímpar dentro do carnaval, hors concours dos carnavais de Corumbá e Campo Grande, exerceu cargo eletivo na Câmara Municipal de Campo Grande e atualmente administra Centros de Convivência do Idoso / CMRCI Adalgisa de Paula Ferreira - "Vovó Ziza" e no Espaço Multiuso João Renato Pereira Guedes - "Picolé", no bairro Estrela do Sul. Desde jovem dedicou-se ao carnaval, desfilando fantasias de sua criação, ganhadoras de vários concursos em passarelas do Estado e nas Escolas de Samba. A Igrejinha presta uma homenagem a seu ex presidente e carnavalesco de muitos anos, apresentando-o como enredo, em um gesto de agradecimento pelo muito que fez pelos carnavais da agremiação,, cujo brilho e alegria passam obrigatoriamente por suas criações. Neste carnaval causou polêmica uma nota 6 dada ao casal de mestre-sala e porta-bandeira da agremiação.
Em setembro de 2015, assume uma nova Diretoria tendo como presidente Mariza Fontoura Ocampos e Vice-presidente Antonio Valdo Francisco da Silva, descendente de Eva Maria de Jesus - Tia Eva, amigos de longa data que apresentam o enredo "Tia Eva - Lutas, Crenças e Sonhos", homenageando Eva Maria de Jesus - Tia Eva, fundadora da comunidade quilombola “São Benedito”, e retratando a história de uma das comunidades quilombolas mais tradicionais de Campo Grande. A busca por um tema de valorização da história da cidade, mostrou a necessidade de se ir muito além de brilhos e cores para compor um desfile. A história da comunidade se fortaleceu em torno de uma promessa de Tia Eva para São Benedito. A intenção era a cura de uma enfermidade em uma das pernas. O benção alcançada veio em forma de agradecimento por meio da construção da Igrejinha de São Benedito, tombada como Patrimônio Histórico do estado, em 1998, e com a realização da tradicional Festa de São Benedito. Em abril de 2008, a Fundação Cultural Palmares reconheceu como quilombola a comunidade de descendentes da Tia Eva. A Igrejinha  recebeu nota dez em quase todos os quesitos e ficou seis pontos a frente da vice-campeã, maior diferença de pontuação já conhecida na história do carnaval de Campo Grande.
Em 2016, apresenta o enredo "Nos Reinos de Edson Contar, o Carnaval é um sonho que se sonha junto", homenageando o historiador e jornalista Edson Contar, nascido em Campo Grande, Mato Grosso, no ano de 1939. Homem dos múltiplos instrumentos, turismólogo, cronista, poeta, compositor, blogueiro, autor de mais de 20 sambas-enredos de escolas de Campo Grande – MS, e várias peças teatrais. Consul do Movimento Poetas del mundo – Z-Sul – Acadêmico da Apala – Academia Pan-Americada de Letras, membro efetivo do Instituto Histórico e Geográfico do Mato Grosso do Sul e entidades ligadas ao Turismo e a Cultura, participando ainda de vários Grupos de Poesia nacionais e internacionais. O Grêmio Recreativo Escola de Samba Igrejinha, apresentou um desfile multicor, procurando retratar a vida de seu homenageado, Edson Carlos Contar, Menestrel, que canta e verseja a beleza do Amor e da Natureza, o “Gentleman Pantaneiro”, também conhecido por seu personagem Sheik Pantaneiro, que representa sua metade libanesa da qual tanto se orgulha.
Neste ano, em uma conturbada apuração do resultado final, sentindo-se totalmente injustiçada e prejudicada com o fato da Liga das Entidades Carnavalescas de Campo Grande - LIENCA, penalizar a agremiação com 2 pontos, a Igrejinha protestou contra o desconto de pontos por supostamente ter levado menos integrantes que o obrigatório para a avenida. A presidente da agremiação, subiu no palco e rasgou as planilhas onde estavam as notas. Acompanhada por outros integrantes da diretoria, Marisa tentou argumentar com a Lienca e solicitou a presença da pessoa que fez a contagem dos participantes junto com ela no dia do evento. Diante da injustiça feita, a presidente da Agremiação entra judicialmente contra a Liga das Entidades Carnavalescas de Campo Grande - LIENCA, e após um processo com duração de quase dois anos, o juiz dá sentença favorável à Escola de Samba e a Liga é obrigada a dar o título de Campeã do Carnaval de 2016 para a Escola de Samba Igrejinha, bem como a premiação.
Após o 2o. ano de administração da nova Diretoria, brigas internas, intrigas e injustiças, por parte de antigos diretores começam a fazer parte do dia a dia da agremiação, que foram marcadas por retiradas de instrumentos, som e perseguição a integrantes da escola, em uma clara ação para atrapalhar a atual administração, culminando com a saída da Mestre de Bateria.
Em 2017, apresenta o enredo "100 anos do Poeta Manoel de Barros", homenagem a um dos maiores poetas brasileiros, o qual foi agraciado com diversos prêmios literários. Manoel de Barros foi o poeta da simplicidade, do campo, do que ele chamava de “despropósitos”. Reinventava não só a linguagem, mas toda uma poética, com suas invencionices e incompletudes. Ele era escritor e passarinho. Voava pelas matas, jardins e rios do mundo lançando sua poesia natural e marcante. Cativava o mais duro dos corações com o baque de um verso. Para o poeta com barro no nome, nada e tudo eram planejados. Sílabas sentidas mais que pensadas. Tinha maestria em declamar a natureza pela íris do coração. E a instabilidade semântica sempre foi sua melhor flor. A Igrejinha tem a honra de homenageá-lo não somente por ser um tema regional, mas por ser um dos poetas mais originais do século e um dos mais importantes do Brasil. Neste ano não houve recurso da Prefeitura de Campo Grande e os problemas enfrentados pela agremiação resultaram em um 4o. lugar no carnaval.
Após o carnaval, um grupo de amigos liderados por ex presidentes da Escola de Samba, se reúnem para formar uma nova Diretoria, a Presidente antecipa as eleições e em abril de 2017, assume uma nova Diretoria para o próximo triênio. Em 11 de dezembro, a 28 dias do carnaval de 2018, a Diretoria eleita renuncia coletivamente, assumindo os destinos da Escola de Samba, Sr. Cláudio Luiz de Brites, Presidente do Conselho.
Em 2018, apresenta o enredo "40 anos de criação do Estado de MS - Em terras Pantaneiras tem Samba Sim Senhor !!". Entrando na avenida para conquistar o 4o lugar e fugir do rebaixamento previsto pelo Regulamento da Liga das Entidades Carnavalescas de Campo Grande - LIENCA, a Escola de Samba Igrejinha procura realizar um carnaval homenageando aqueles que deixaram marcas e saudades em suas agremiações, que fazem parte da história, tradição e da cultura do samba em Mato Grosso do Sul, relembrando grandes baluartes como Alceu do G.R.E.S. Mocidade Alegre do Santa Fé; Gregório do G.R.E.S. Estação Primeira do Taquarussú; Felipão do G.R.E.S. Unidos da Vila Carvalho; Gilbertão do G.R.E.S. Cinderela Tradição do José Abrão; Mestre Goinha do G.R.E.S. Acadêmicos do Samba; Picolé do G.R.E.S. Unidos do Cruzeiro e Carlão do G.R.E.S. Os Catedráticos do Samba. A Escola ficou em 3o. lugar,
Em 2019, apresenta o enredo "Scalise e Igrejinha Arquitetando Folia, abençoado por Deus e Arteiro por natureza", homenageando o grande arquiteto Luis Pedro Scalise, por ser uma grande referência, conhecido e reconhecido em todo o Estado, o arquiteto usa e abusa da criatividade para desenvolver seus projetos de arquitetura temática. Pesquisador incansável, está sempre antenado com o que há de mais atual e moderno na área. Profissional à frente de seu tempo e multifacetado. Artista plástico e também artista da construção civil. Sua origem, suas raízes e sua infância foram influenciadas pelas várias cidades onde morou. Viveu em vários estados brasileiros, e, depois da sua formação como arquiteto, residiu em vários países como Estados Unidos, Itália e França, que inspiraram profundamente seu olhar. Dentro da área temática faz projetos para novelas e cinemas, seus grandes parceiros são Rede Globo, Disney, Paramount Pictures, Sony Pictures, Warner Bros.
Em 2020, apresenta o enredo "Escute o trovão, é Xangô chegando". Em um projeto ousado e diferenciado do que vem apresentando anteriormente, a agremiação decide homenagear Xangô, um poderoso orixá também conhecido como Sangó, é um dos Orixás mais populares no Brasil e preza pela justiça e pelo fogo. Os Raios e trovões são suas armas, que envia como castigo a quem age de maneira contrária a seus princípios de justiça, mais também trás consigo grandes cargas elétricas e o poder do fogo. Os filhos de Xangô são justos e odeiam a mentira e a falsidade. A herança negra recebida dos escravos que vieram da África, é com certeza uma de nossas raízes mais profundas, onde um dos pontos que mais foi preservada, num verdadeiro processo de resistência cultural está na Bahia. Entre os negros transportados alguns eram sacerdotes e tinham um conhecimento profundo do ritual de adoração dos seus Deuses, os Orixás.Muitos descendentes de africanos que chegaram ao Brasil há várias gerações, são forjados por uma força cultural que sustenta sua existência, uma herança de pai para filho trazida da África. Muitos são consagrados a um Deus africano, muitos são sacerdotes de Xangô, o orixá dos trovões, quarto rei dos Iorubás, em certas cerimônias eles dançam possuídos por esse orixá. São também católicos praticantes e vão regularmente fazer suas devoções na igreja. Falar sobre Xangô foi uma decisão difícil, onde a agremiação pode observar o preconceito dentro da sua própria comunidade e consequentemente fora dela, mas ao mesmo tempo foi uma oportunidade de aprender sobre nossa cultura, e enxergar que existem muitas visões da realidade nas diversas culturas que se tornam um todo, e assim é na nossa raiz negra, uma outra visão do mundo e da realidade. E com a certeza a visão mais importante é o respeito e a preocupação com o ser humano e que todos caminhem juntos em busca de uma vida mais íntegra e justa.

## Segmentos

### Presidentes
| Nome                          | Mandato   | Ref.  |
| ----------------------------- | --------- | ----- |
| Walfrido de Almeida           | 1975-1984 | [ 5 ] |
| Edno Moraes Ferreira          | 1984-1988 |       |
| Valdir João Gomes de Oliveira | 1988-1990 |       |
| Neusa Nogueira dos Santos     | 1990-1991 |       |
| Edno Moraes Ferreira          | 1992-     |       |
| Adão Manoel Lulu              | 1995-     |       |
| Doralino Rosa de Carvalho     | 2001-2006 |       |
| Allyson                       | 2006-2007 |       |
| Nelson Batistote              | 2008-2011 |       |
| Paulo Freire Thomaz           | 2011-2014 |       |
| Mariza Fontoura Ocampos       | 2014-2020 | [ 6 ] |
| Dilson Rodrigues de Arruda    | 2020      |       |

### Diretores
| Ano  | Diretor de Carnaval | Diretor geral de harmonia | Mestre de bateria | Ref.  |
| ---- | ------------------- | ------------------------- | ----------------- | ----- |
| 2015 |                     |                           | Nayara Thomaz     | [ 2 ] |
| 2016 |                     |                           | Nayara Thomaz     |       |
| 2017 |                     |                           | Franksuel Loubet  |       |
| 2018 |                     |                           | Franksuel Loubet  |       |
| 2019 |                     |                           | Franksuel Loubet  |       |
| 2020 |                     |                           | Franksuel Loubet  |       |

### Coreógrafo
| Ano  | Nome | Ref. |
| ---- | ---- | ---- |
| 2021 |      |      |

### Casal de Mestre-sala e Porta-bandeira
| Ano       | Nome                                  | Ref. |
| --------- | ------------------------------------- | ---- |
| 2015      | Shayenne e Marcinho                   |      |
| 2016      | Shayenne e Marcinho                   |      |
| 2017      | Shayenne e Marcinho                   |      |
| 2018      | Flávia Lais e Hernando Versoza        |      |
| 2019 2020 | Flávia Lais e Hernando Versoza        |      |
| 2021      | Douglas Salgueiro e Jéssika Rodrigues |      |

### Rainhas de bateria
| Período   | Rainha             | Madrinha | Ref. |
| --------- | ------------------ | -------- | ---- |
| 2010-2020 | Celminha Prestígio |          |      |

## Carnavais
| Ano  | Colocação    | Grupo    | Enredo | Carnavalesco | Intérprete | Ref.          |
| ---- | ------------ | -------- | --- | ------------ | ---------- | ------------- |
| 2002 | Campeã       | Especial | Fazer o Bem Sem Olhar Pra Quem |              |            |               |
| 2003 |              |          | Campo Grande - A Babel que deu certo |              |            |               |
| 2004 | Campeã       | Especial | Mato Grosso do Sul, aqui onde a vida canta                                                                                                  |              |            |               |
| 2005 | 3º lugar     |          | Artes Cênicas |              |            |               |
| 2006 | 3º lugar     | Especial | A Maria Fumaça – Um Símbolo e Seus Heróis                                                                                                   |              |            |               |
| 2007 | 3º lugar     | Especial | Futebol – A paixão, a torcida e os campeões                                                                                                 |              |            | [ 7 ]         |
| 2008 | Campeã       | Especial | Do Kasato Maru ao Mato Grosso do Sul, Brasil Meu Eldorado, Campo Grande meu Reino Encantado                                                 |              |            | [ 8 ]         |
| 2009 | 3º lugar     | Especial | Dos Pampas ao Pantanal o Futebol é Motivo de Paixão                                                                                         |              |            | [ 9 ]         |
| 2010 | Vice-campeã  | Especial | 14 de Julho, da Bastilha à folia, uma revolução de liberdade, igualdade e fraternidade                                                      |              |            | [ 10 ]        |
| 2011 | Vice-campeã  | Especial | Minha Escola vale ouro, na Rota das Monções a história é o tesouro                                                                          |              |            | [ 11 ]        |
| 2012 |              | Esécial  | Ueze Elias Zahran de Sonho e Trabalho um Império se fez                                                                                     |              |            |               |
| 2013 | não desfilou |          | |              |            |               |
| 2014 | Campeã       | Especial | Quando se iluminam as Avenidas e Resplandecem os Salões o Luxo o Brilho e Cores Desfilam na Genialidade de Valdir Gomes Ícone dos Carnavais |              |            | [ 12 ] [ 13 ] |
| 2015 | Campeã       | Especial | Tia Eva – lutas, crenças e sonhos |              |            | [ 14 ] [ 15 ] |
| 2016 | Campeã       | Especial | Nos Reinos de Edson Contar o Carnaval é um sonho que se sonha junto                                                                         |              |            | [ 16 ]        |
| 2017 | 4o Lugar     | Especial | 100 anos do poeta Manoel de Barros |              |            |               |
| 2018 | 4o. Lugar    | Especial | 40 anos de Criação do Estado de MS - Em Terras Pantaneiras tem Samba sim Senhor                                                             |              |            |               |
| 2019 | 3o. Lugar    | Especial | Scalise e Igrejinha Arquitetando Folia, Abençoado por Deus e Arteiro por Natureza                                                           |              |            |               |
| 2020 |              | Especial | Escute o trovão é Xangô chegando |              |            |               |
| 2021 |              | Especial | É de arrepiar ! |              |            |               |